# 格魯什夫卡 (科韋利區)
51°4′32″N 24°43′0″E / 51.07556°N 24.71667°E
格魯什夫卡（烏克蘭語：Грушівка），是烏克蘭的村落，位於該國西部沃倫州，由科韋利區負責管轄，面積0.13平方公里，海拔高度192米，2001年人口140，人口密度每平方公里1,076.92人。